# Doctor Ross
| Doctor Ross                               | Doctor Ross                               |
| Kattints az alábbi külső linkek egyikére! | Kattints az alábbi külső linkek egyikére! |
| ----------------------------------------- | ----------------------------------------- |
| Nem található szabad kép.(?)              |                                           |
| külső link · jogvédett                    | Doctor Ross                               |

Doctor Ross (Tunica, 1925. október 21. – Flint, 1993. május 28.) amerikai blueszenész, énekes. „One Man Band”.
Doctor Ross amerikai blueszenész volt, aki általában egyszemélyes zenekarként lépett fel, egyszerre énekelt és játszott gitáron, szájharmonikán és dobon. Ross előadói stílusát John Lee Hookerhez, Blind Boy Fullerhez és Sonny Boy Williamson I-hez szokták hasonlítani.

## Pályafutása
Vegyes, afroamerikai-indián származású gazdálkodó család tizenegy gyermekének egyike volt. Első hangszere a szájharmonika volt, amelyen kilenc évesen tanult meg játszani.
Ross 1943-1951 között az Amerikai Egyesült Államok hadseregében szolgált. Nem sokkal azután, hogy elhagyta a hadsereget, megnősült. Katonai szolgálata alatt Ross katonai orvosi könyvek gyűjteményét halmozta fel. Szájharmonikáit orvosi táskában hordta, kiérdemelte a „Doktor Ross” becenevet.
Ross 1942-ben, tizenhét évesen debütált az arkansasi Helenában található KFFA rádióállomáson. 1951 végén felvette első 78-as fordulatszámú lemezét, a „Country Clown”-t, amelyet kiadott az akkor vadonatúj „Chess” kiadónál. 1953-ban 54-ben további két kislemezét adta ki Philips Records.
1954-ben Ross családostul michigani Flintbe költözött, és a General Motors egyik gyárában kezdett dolgozni, ahol élete végéig kényelmes középosztálybeli életmódot biztosítottak számára. Ross első albumát (Call the Doctor) egyszemélyes zenekarként vették fel (1965). 1971-ben adta ki második albumát, aDoctor Ross the Harmonica Boss). 1958-ban felvette az „Industrial Boogie”-t. 1960-1963 négy kislemezt adott ki Rosstól, köztük az 1961-es „Cat Squirrel”-t, mely dalt a Cream és a Jethro Tull is feldolgozott.
Ross számos dalt szólóban énekelt, közben gitározott és basszusdobot használt lábpedálokkal. A szájharmonikát a nyakába illesztette, úgy fújta.
1972-ben Németországban és Svájcban vett fel élő albumokat.
1981-ben Grammy-díjat kapott. Pályafutása utolsó szakaszában gyakran szerepelt blues fesztiválok az Egyesült Államokban és Európában is. Utolsó albumát 1991-ben vették fel élőben az angliai Burnley Blues Fesztiválon.
Ross 67 éves korában, 1993. május 28-án halt meg.

## Stúdióalbumok
- Call the Doctor (1965)
- Doctor Ross the Harmonica Boss (1971)
- Jivin' the Blues (1974)

## Live albumok
- The Flying Eagle (1965)
- Live + Well (1972)
- Live at Montreux (1972)
- The Harmonica Boss (1974)
- One Man Band (1981)
- I Want All My Friends to Know (1991)

## Kislemezek
- Country Clown / Doctor Ross Boogie (1952)
- Come Back Baby / Chicago Breakdown (1953)
- The Boogie Disease / Juke Box Boogie (954)
- Industrial Boogie / Thirty-Two Twenty (1958)
- Sugar Mama / I'd Rather Be an Old Woman's Baby Than a Young Girl's Slave (1960)
- Cat Squirrel / The Sunnyland (1961)
- Cannonball / Numbers Blues (1963)
- Call the Doctor / New York Breakdown (963)

## Díjai, elismerései
- 1981: Grammy-díj (Best Ethnic or Traditional Recording)